# Son Gab-do
Son Gab-do   (Busan, 12 de juliol de 1960) és un lluitador sud-coreà, ja retirat, especialista en lluita lliure, que va competir durant les dècades de 1970 i 1980.
El 1984 va prendre part en els Jocs Olímpics d'Estiu de Los Angeles, on guanyà la medalla de bronze en la competició del pes mini mosca del programa lluita lliure.
En el seu palmarès també destaca una medalla de plata al Campionat del Món de 1981, dues medalles de bronze als Jocs Asiàtics i una medalla de bronze a les Universíades.